# Орн
 Тази статия е за реката във Франция.  За департамента вижте Орн (департамент).  
Орн (на френски: Orne) е река в северна Франция с дължина 170 km. Извира в гората Екув, тече на северозапад и се влива в протока Ла Манш. По-големи селища по течението на реката са Аржантан и Кан.